# 山田美谕
山田美谕（日语：山田美諭，1993年12月13日—）生于爱知县濑户市，是一名日本女子跆拳道运动员。她一开始接触空手道运动，中学1年级时开始改练跆拳道。她曾获得2018年亚洲运动会跆拳道女子49公斤级铜牌。她的哥哥山田勇磨同样也是一名跆拳道选手。